# Arachis martii
Arachis martii är en ärtväxtart som beskrevs av Osvaldo Handro. Arachis martii ingår i släktet jordnötter, och familjen ärtväxter. Inga underarter finns listade i Catalogue of Life.